# Zvonilka: Tajemství křídel
Zvonilka: Tajemství křídel (Zvonilka 4), anglicky Tinker Bell: Secret of the Wings nebo
 Tinker Bell and the Mysterious Winter Woods (pouze v USA) je americký počítačově
animovaný film z roku 2012, fantastická filmová pohádka studia Walta Disneye natočená ve 3D, celkově pátý snímek (4. celovečerní) z filmové série příběhů o létající víle Zvonilce.

## Děj
V této části filmové série se Zvonilka vydává na odvážnou výpravu do všem vílám a elfům královnou Klarion zapovězené části Hvězdné roklinky v Zemi Nezemi, poprvé navštíví Zimní lesy resp. část Hvězdné roklinky nazvanou Zimoles. Během její první návštěvy jí namrznou její blanitá průhledná křidélka, která mrazem popraskají a začnou podivně světélkovat. Zvonilka se musí pracně vyléčit, neboť jí aktuálně hrozí, že již nikdy nebude létat, což ji ale nedokáže nijak odradit od další návštěvy královnou zakázané zimní oblasti. Zajímá jí, proč její křídla v chladnu světélkují, proto se vydá za vílím učencem do knihovny, kde pátrá v literatuře o „křídlologii“, kde zjistí, že příslušnou stránku o světélkování křídel sežral místní knihomol natolik, že je nečitelná resp. nesrozumitelná. Místní „letní“ správce vílí knihovny jí poradí, že onu nečitelnou stránku bude znát vílí Knihovník, který ale sídlí v Zimolese. Zvonilka si učebnici vílí křídlologie vezme sebou domů.
Na druhou výpravu do Zimolesů si Zvonilka sebou vezme vlastnoručně ušitý zelený kožešinový kabátek s kapucí a teplé zelené kožešinové kozačky. Svá křídla pak do kabátku schová tak, aby nenamrzala. Do Zimolesa ji zanese bílá sněžná sova (sovice sněžní), která do teplomilné části zalétá pro pletené košíky na sněhové vločky. Při tvrdém přistání na zamrzlém horském jezeře Zvonilka ztratí knihu o křídlologii, tu najde místní vladař lord Milori, který brzy pojme podezření, že tuto knihu sem zanesla nějaká neukázněná teplomilná víla. V Zimolese se Zvonilka setká v knihovně u zimního Knihovníka se zimní vílou Modrovločkou. Knihovník zde s údivem zjistí, že obě víly mají zcela shodná křidélka, která navíc při vzájemném setkání podivně světélkují, což Knihovník pokládá za vzácný „vílí“ úkaz. Obě víly dojdou s jeho pomocí k závěru, že jsou obě zrozené z téhož dětského smíchu a že jsou rodné sestry. Zvonilčina zimní sestra se jmenuje Modrovločka a je víla mrazilka, kdezto Zvonilka je víla všeumělka. Obě se brzy skamarádí a posléze společně provádí i různá alotria a zažívají rozličná zimní dobrodružství, bruslí a sáňkují. Obě sestry jsou si v obličeji velice podobné, mají mnoho společných zálib, zvyků a povahových rysů, obě například sbírají ztracené lidské věci. Nicméně kvůli velkému ochlazení Zimolesa se Zvonilka musí vrátit brzy zpět domů, při vzájemném rozloučení Modrovločka zatouží navštívit letní, jarní a podzimní část Hvězdné roklinky, tak aby viděla na vlastní motýly a květiny, které doposud vůbec nezná.
Zvonilka pak, společně se dvěma kamarády elfy všeuměly, vymyslí „zimní“ stroj na výrobu sněhu z ledu, který umožní Modrovločce návštěvu Hvězdné roklinky mimo Zimolesy. Nicméně celý experiment nakonec skončí špatně, Modrovločce se z přílišného tepla udělá velmi nevolno a je s vypětím všech sil se jí podaří na poslední chvíli vrátit do Zimolesa a tím ji zachránit. Lord milori se zlobí, proto stroj na výrobu sněhu shodí do místní říčky, která tvoří hranici mezi zimní a letní částí. Jeho likvidace však neproběhne optimálním způsobem, zimní stroj pracuje samovolně dál v místní říčce, kde jej pohání voda a strouhá zde nahromaděné ledové kry. To nakonec způsobí, že je narušena křehká tepelná rovnováha ve Hvězdné roklince, která začne rychle zamrzávat a hrozí zánik velkého posvátného Stromu obrození, který dává Hvězdné roklince veškerý kouzelný život.
Spojeným úsilím všech elfů a víl z obou částí Hvězdné roklinky se nakonec podaří tuto hrozbu odvrátit pomocí námrazy a Hvězdná roklinka je nakonec zachráněna. Zvonilka si v této záchranné akci podruhé poškodí svá blanitá křídla, která v chladném prostředí popraskají, ale nakonec spojením s Modrovloččínými křidélky se jakoby zázrakem její poškozená křídla opět uzdraví a prasklina v nich se kouzlem dotyku sestřiných křídel sama zacelí (což je, kromě jejich světélkování, další objevené tajemství křídel). Navíc vyjde najevo další velké tajemství, totiž to, že královna Klarion měla kdysi milostný „poměr“ s vládcem Zimolesa lordem Milorim, a že obě sestry víly, Modrovločka i Zvonilka by mohly být jejich dcery (v tomto případě by se Zvonilka s Modrovločkou, de facto, staly vílími princeznami). Královna Klarion zruší svůj zákaz návštěv a teplomilné víly a elfové zachumlaní do kožíšků smí Zimoles pravidelně navštěvovat, což také s oblibou činí. Letní víly pokropí zimoles květy a zimní elfové se dvoří půvabným letním vílám. Elfové všeumělci poznávají skutečný ledovec.

## Štáb
- Režie: Peggy Holmes, Bobs Gannaway
- Hudba: Joel McNeely
- Scénář: Bobs Gannaway, Peggy Holmes, Ryan Rowe, Tom Rogers
- Produkce: Michael Wigert
- Vedoucí výroby: John Lasseter

## České znění

### Mluví
- Zvonilka – Marika Šoposká, originál Mae Whitman
- Modrovločka – Barbora Šedivá, originál Lucy Hale
- Klárovna Klarion – Eliška Balzerová, originál Anjelica Huston
- Knihovník Diblík – Dalimil Klapka
- Mlženka – Klára Oltová, originál Lucy Liu
- Střelka – Tereza Chudobová
- Sled – Václav Rašilov, originál Matt Lanter
- Iris – Kamila Šmejkalová, originál Raven-Symoné
- Lord Milori – Miloslav Mejzlík, originál Timothy Dalton
- Rozeta – Kamila Špráchalová, originál Kristin Chenoweth
- Cink – Jan Holík, originál Jeff Bennett
- Bubla – Jiří Panzner, originál Rob Paulsen
- léčitelka – Hana Krtičková, originál Jodi Benson
- Fauna – Terezie Taberyová, originál Angela Bartys

### Zpívá
- Sisa Sklovská

### Štáb
- Překlad: Vojtěch Kostiha
- Zvuk: Guillermo Teillier, Robert Slezák
- Dialogy a režie: Zdeněk Štěpán